# Aphelandra attenuata
Aphelandra attenuata är en akantusväxtart som beskrevs av Wasshausen. Aphelandra attenuata ingår i släktet Aphelandra och familjen akantusväxter. Inga underarter finns listade i Catalogue of Life.